# Valentina
Valentina (russisk: Валентина) er en sovjetisk spillefilm fra 1981 af Gleb Panfilov.

## Medvirkende
- Rodion Nahapetov som Vladimir Mikhajlovitj Sjamanov
- Inna Tjurikova som Anna Vasiljevna Khorosjikh
- Jurij Grebensjjikov som Afanasij Dergatjov
- Sergej Koltakov som Pavel 'Pasjka'
- Darja Mikhajlova som Valentina